# Москаленко, Александр Васильевич
Алекса́ндр Васи́льевич Москале́нко (род. 18 сентября 1976, Темиртау) — казахстанский футболист и футбольный тренер.

## Игровая карьера
Профессиональную карьеру начал в 18 лет в темиртауском «Булате» в 1994 году, сыграв одну игру в Кубке Казахстана с «Мунайши» (Актау). Далее два сезона был основным игроком команды.
В 1997 году перешёл в усть-каменогорский «Восток», где играл до 2000 года.
В 2001 году начал играть за столичный «Женис», где провёл полсезона, сыграл 10 матчей в высшем дивизионе, и 5 матчей в Кубке страны, где выиграл свой единственный титул — Кубок Казахстана.
Со второй части сезона играл за карагандинский «Шахтёр», где играл до 2004 года.
Закончил игровую карьеру в кызылординском «Кайсаре» в 2010 году, когда клуб выбыл из Премьер-лиги.

## Тренерская карьера
В 2011 году стал главным тренером своего первого клуба — «Булата-АМТ». Клуб постоянно имел финансовые проблемы, но Москаленко работал на своём посту. В 2015 году команда с одним из самых маленьких бюджетов в первенстве добилась высокого третьего места, а Москаленко стал лучшим тренером Первой лиги. Но команда была расформирована по финансовым причинам, и стала фарм-клубом «Шахтёр».
В 2016 году стал ассистентом главного тренера «Кайсара». Команда за один сезон становится чемпионом Первой лиги и возвращается в Премьер-лигу.
С января по март 2018 года — главный тренер клуба Первой лиги «Экибастуз».
С марта 2018 — тренер четырёхкратного чемпиона Казахстана столичной «Астаны».
С января 2019 — главный тренер молодёжной сборной Казахстана (до 21 года). В июне 2019 года его команда сенсационно стартовала в отборочном турнире чемпионата Европы 2021 года среди молодёжи, обыграв на выезде Фарерские Острова (3:1) и Черногорию (2:1).
С 1 августа 2021 года — главный тренер «Тобол» (Костанай).

## Достижения

### В качестве игрока
«Женис»
- Обладатель Кубка Казахстана: 2000/01

### В качестве тренера
«Тобол»
- Чемпион Казахстана: 2021

 «Кайсар»
- Чемпион Первой лиги Казахстана: 2016

 «Булат АМТ»
- Бронзовый призёр Первой лиги Казахстана: 2015
- Лучший тренер Первой лиги Казахстана в сезоне 2015